# Cesarski prestol, Goslar
'Cesarjev prestol (nemško Kaiserstuhl) je nastal med letoma 1060 in 1080 in je bil prestol nemških cesarjev in kraljev v kolegijski cerkvi svetega Simona in Jude (stolnica v Goslarju), ki je pripadal območju kraljeve pfalce v Goslarju. Poleg Rodovega oltarja (Krodoaltar) je eden najpomembnejših preostalih delov opreme porušene kolegijske cerkve.
Cesarski prestol sestavljajo trije nasloni (stranici, hrbet), ki so bili iz bronaste litine - danes so v obokih kraljeve pfalce in kamnita podkonstrukcija s sedežem, pa tudi prestolne pregrade iz peščenjaka - danes, z repliko bronastih delov v ohranjenem predprostoru kolegijske cerkve svetega Simona in Jude.
Kovinska naslonjala so izdelali v bližnjem Rammelsbergu. S svojimi razkošnimi okraski, granatnimi jabolki in palmetami, je med najpomembnejšimi deli bronastega litja iz obdobja Salijcev. Pregrade iz peščenjaka segajo v leto 1220. Krasijo jih živalske figure in mitska bitja. Poleg kraljevega prestola Karla Velikega v Aachnu, na katerega oblike spominja, je goslarjev cesarski prestol edini ohranjeni srednjeveški prestol nemškega cesarja.
Do rušenja cerkve (1819-1822) je Kaiserstuhl stal v kolegijski cerkvi in je bil v tem kontekstu na dražbi za takratno vrednost materiala. preko nekaj obvozov je prišel v posest pruskega kneza Karla in je leta 1871 zadnjič služil cesarski slovesnosti kot sedež cesarja Viljema I. ob otvoritvi 1. berlinskega Rajststaga. Z oporoko ga je Karl prepustil mestu Goslar.